# Kamouraska (film)
Pour les articles homonymes, voir Kamouraska.
Pour plus de détails, voir Fiche technique et Distribution.
 Kamouraska  est un film franco-québécois de Claude Jutra produit en 1973. Le film est une adaptation du célèbre roman d'Anne Hébert, Kamouraska, publié en 1970.

## Synopsis
Le film se déroule au début du XIXe siècle entre 1830 et 1840 au Québec. La jeune Élisabeth d'Aulniere épouse Antoine Tassy, le seigneur de Kamouraska. Après une courte lune de miel, les beuveries et les brutalités de son mari infidèle détruisent son sentiment pour lui. Elle se réfugie chez ses tantes, mais son mari l’y suit. Sa domination physique et sexuelle et ses assauts rendent Élisabeth malade. Il la présente à son vieil ami, George Nelson, un médecin américain exilé dans la petite localité.
Élisabeth devient aussitôt amoureuse de cet homme fort et sensible. Les deux amants utilisent la jeune servante Aurélie pour s’échanger lettres et rendez-vous. Enceinte, Élisabeth tente de convaincre son mari que l’enfant est de lui et qu’il devrait réunir la famille. Pendant ce temps, les deux amants ont décidé qu’ils doivent tuer Antoine pour pouvoir vivre leur amour au grand jour.
Un premier attentat, confié à la jeune Aurélie, échoue. George se rend donc lui-même à Kamouraska pour tuer Antoine et s’enfuit ensuite à l’étranger. Élisabeth est acquittée du crime, mais pour échapper au scandale, elle est condamnée à vivre un mariage sans amour avec Jérôme Rolland.

## Fiche technique
- Réalisation : Claude Jutra

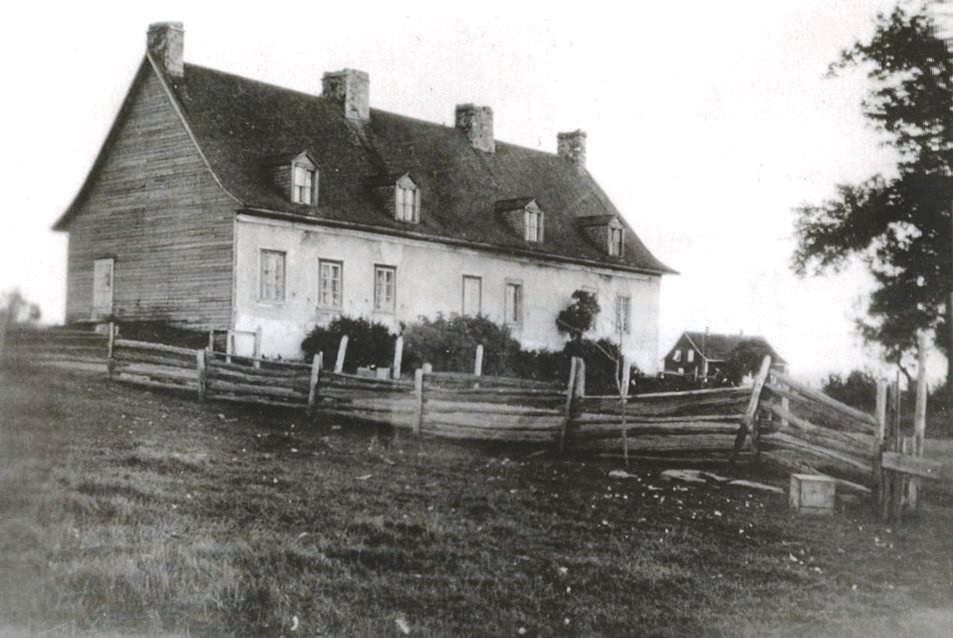
La maison Lebel-Langlais utilisée comme « manoir seigneurial ».

- Production : Mag Bodard et Pierre Lamy
- Scénario : Anne Hébert et Claude Jutra
- Photographie : Michel Brault
- Montage : Renée Lichtig
- Musique : Maurice Leroux
- Musique (dans la version intégrale proposée en 1983 par Claude Jutra) : André Gagnon

## Distribution
- Geneviève Bujold : Élisabeth
- Richard Jordan : Georges Nelson
- Marcel Cuvelier :  Jérôme
- Suzie Baillargeon : Aurélie
- Philippe Léotard : Antoine
- Huguette Oligny : La mère d’Élisabeth
- Janine Sutto : Tante d’Élisabeth
- Olivette Thibault : Tante d’Élisabeth
- Marie Fresnières : Tante d’Élisabeth
- Camille Bernard : La mère d’Antoine
- Colette Courtois : Florida
- Gigi Duckett : Anne-Marie
- Marcel Marineau : Greffier, médecin
- Len Watt : Le gouverneur
- Rita Lafontaine : Une servante
- André Cailloux : Ernest
- Émile Genest : Aubergiste
- Françoise Berd : La femme de l'aubergiste
- Gilles Latulippe : Clermont
- Denise Proulx : Victoire
- Serge L’Italien : Assistant roux
- Jean-Louis Paris : Paul Hus
- Alexandre Gauvreau : Le prêtre
- Yvon Leroux : Le policier
- Anne-Marie Ducharme : Dame au thé
- Marthe Nadeau : Dame au thé

## Distinctions
- 1973 : Geneviève Bujold, lauréate du Meilleur premier rôle au Festival du film canadien (aujourd'hui Prix Génie)